# مطار بجاية - صومام - عبان رمضان
مطار بجاية - صومام - عبان رمضان (إياتا: BJA، إيكاو: DAAE) هو مطار دولي يقع في مدينة بجاية شرق الجزائر، تم افتتاحه في عام 1982. وقد وصل عدد المسافرين الذين استخدموا المطار في عام 2017 إلى 070 309 مُسافر.

## شركات الطيران
| شركات الطيران           | الوجهات                                           |
| ----------------------- | ------------------------------------------------- |
| الخطوط الجوية الجزائرية | الجزائر، مارسيليا، ليون، باريس ش د غ، باريس أورلي |
| توي فلاي بلجيكا         | بروكسل                                            |